# Liàziuv
Liàziuv (en rus: Лязюв) és un poble de la República de Komi, a Rússia, segons el cens del 2010 tenia 9 habitants.